# Lindsay Rose
Lindsay Rose (Rennes, 8 februari 1992) is een Frans voetballer die bij voorkeur als centrale verdediger speelt. Hij speelt sinds 2014 bij Olympique Lyon, dat hem weghaalde bij Valenciennes.

## Clubcarrière
Rose speelde in de jeugd bij CPB Rennes, Stade Rennais en Stade Lavallois. Hij debuteerde op 9 april 2010 in een Ligue 2 wedstrijd tegen LB Châteauroux. Op 21 mei 2010 zette hij zijn handtekening onder een driejarig contract, zijn eerste profcontract. In drie seizoenen speelde hij 69 competitiewedstrijden voor Laval, waarin hij drie doelpunten maakte. Op 15 januari 2013 werd hij voor een transferbedrag van anderhalf miljoen euro verkocht aan Valenciennes. Rose tekende een contract tot medio 2017 bij de Noord-Franse club. In anderhalf jaar speelde hij 24 competitieduels voor de club. Op 17 juli 2014 tekende hij een vierjarig contract bij Olympique Lyon, dat 1,8 miljoen euro voor hem betaalde.

## Interlandcarrière
Rose kwam uit voor diverse Franse nationale jeugdelftallen. Zijn roots liggen in Mauritius, waardoor hij ook voor dat land mag uitkomen.

## Carrièrestatistieken
| Seizoen         | Club            |                    | Competitie      | Competitie | Competitie | Beker | Beker | League Cup | League Cup | Internationaal1 | Internationaal1 | Overig2 | Overig2 | Totaal | Totaal |
| Seizoen         | Club            | Wed.               | Competitie      | Dlp.       | Wed.       | Dlp.  | Wed.  | Dlp.       | Wed.       | Dlp.            | Wed.            | Dlp.    | Wed.    | Dlp.   |        |
| --------------- | --------------- | ------------------ | --------------- | ---------- | ---------- | ----- | ----- | ---------- | ---------- | --------------- | --------------- | ------- | ------- | ------ | ------ |
| 2009/10         | Stade Lavallois | Vlag van Frankrijk | Ligue 2         | 1          | 0          | 0     | 0     | 0          | 0          | —               | —               | —       | —       | 1      | 0      |
| 2010/11         | Stade Lavallois | Vlag van Frankrijk | Ligue 2         | 22         | 1          | 0     | 0     | 0          | 0          | —               | —               | —       | —       | 22     | 1      |
| 2011/12         | Stade Lavallois | Vlag van Frankrijk | Ligue 2         | 29         | 2          | 1     | 0     | 1          | 0          | —               | —               | —       | —       | 31     | 2      |
| 2012/13         | Stade Lavallois | Vlag van Frankrijk | Ligue 2         | 17         | 1          | 0     | 0     | 1          | 0          | —               | —               | —       | —       | 18     | 1      |
| Club totaal     | Club totaal     | Club totaal        | Club totaal     | 69         | 3          | 1     | 0     | 2          | 0          | 0               | 0               | 0       | 0       | 72     | 3      |
| 2012/13         | Valenciennes    | Vlag van Frankrijk | Ligue 1         | 9          | 0          | 0     | 0     | 0          | 0          | —               | —               | —       | —       | 9      | 0      |
| 2013/14         | Valenciennes    | Vlag van Frankrijk | Ligue 1         | 15         | 1          | 0     | 0     | 0          | 0          | —               | —               | —       | —       | 15     | 1      |
| Club totaal     | Club totaal     | Club totaal        | Club totaal     | 24         | 1          | 0     | 0     | 0          | 0          | 0               | 0               | 0       | 0       | 24     | 1      |
| 2014/15         | Olympique Lyon  | Vlag van Frankrijk | Ligue 1         | 13         | 0          | 1     | 0     | 0          | 0          | 2               | 0               | —       | —       | 16     | 0      |
| Club totaal     | Club totaal     | Club totaal        | Club totaal     | 13         | 0          | 1     | 0     | 0          | 0          | 2               | 0               | 0       | 0       | 16     | 0      |
| Carrière totaal | Carrière totaal | Carrière totaal    | Carrière totaal | 106        | 4          | 2     | 0     | 2          | 0          | 2               | 0               | 0       | 0       | 112    | 4      |

Bijgewerkt t/m 19 april 2015